# Neohipparchus hypoleuca
Neohipparchus hypoleuca är en fjärilsart som beskrevs av George Francis Hampson 1903. Neohipparchus hypoleuca ingår i släktet Neohipparchus och familjen mätare. Inga underarter finns listade i Catalogue of Life.